# Heri Joensen

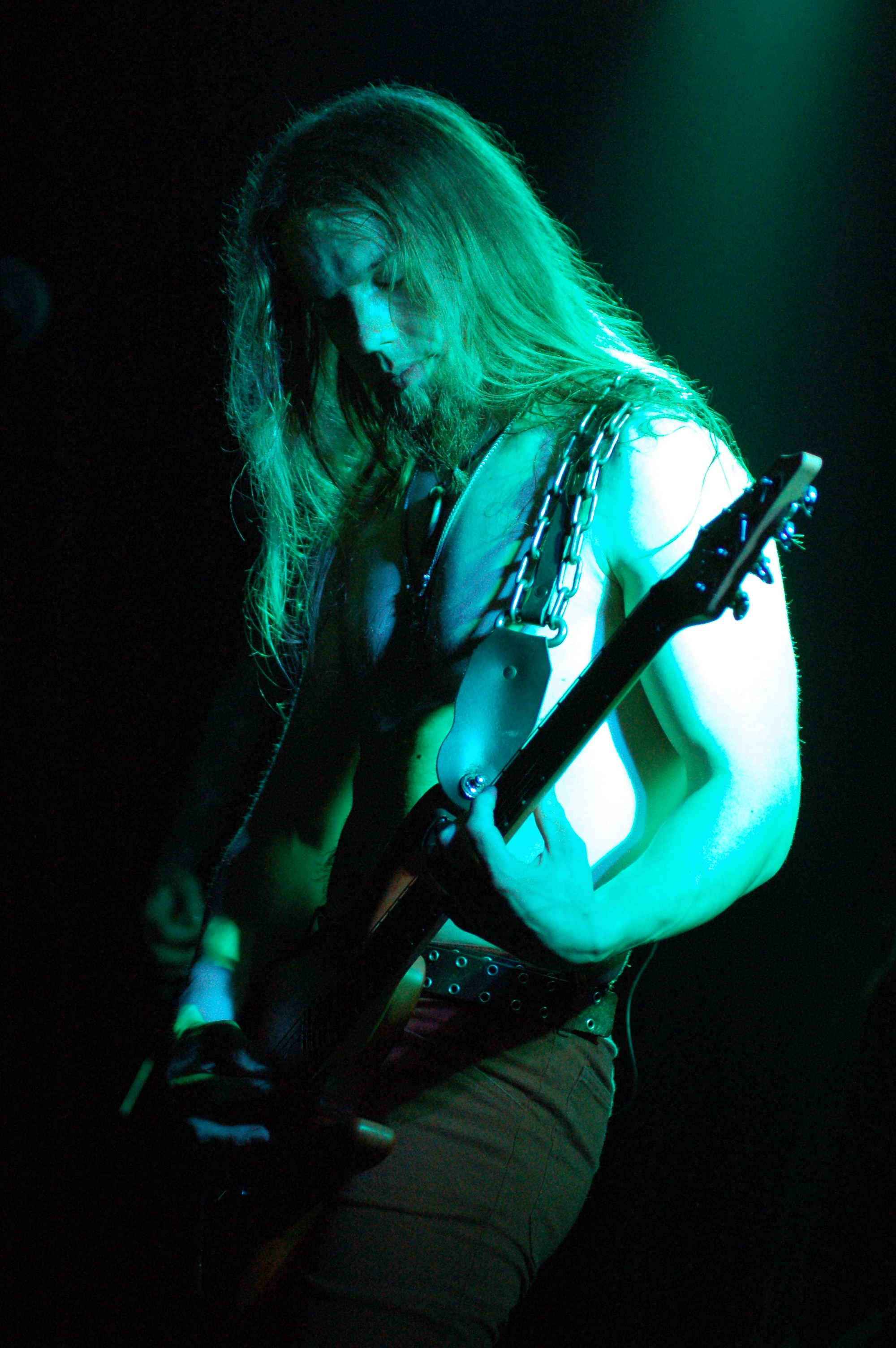
Heri Joensen bei einem Týr-Konzert in Hamburg 2007

Heri Joensen (* 21. Februar 1973 in Tórshavn, Färöer) ist ein färöischer Metal-Musiker, bekannt als Frontmann der Viking-Metal-Gruppe Týr, für die er komponiert, textet, singt und Gitarre spielt. Seit 2009 arbeitet er parallel an dem Soloprojekt Heljareyga.

## Leben
Nach Eigenangaben sah Joensen im Alter von 14 Jahren eine E-Gitarre in einem Schaufenster in Tórshavn. Ein paar Wochen später kaufte er sie zusammen mit einem Verstärker. Bisher konnte er nur Blockflöte aus dem Schulunterricht. Später erwarb er eine siebensaitige Bjarnastein mit 29 Bünden.
Seine erste Band hieß Cruiser. Bei dieser spielte sein heutiger Týr-Kamerad Gunnar H. Thomsen Bass. Nach zwei Auftritten benannte die Band sich in Wolfgang um. Der langjährige Týr-Schlagzeuger Kári Streymoy komplettierte das Line-Up und sie spielten als Rock-Unterhaltungsband auf den Färöern.
Im Herbst 1997 ging Heri Joensen nach Dänemark, um Musik zu studieren. Eines Abends traf er dort seinen alten Bandkameraden Kári Streymoy und schlug ihm vor, wieder zusammen Musik zu machen. Gunnar Thomsen stieß hinzu. Ohne dies explizit geplant zu haben, entstand so die Gruppe Týr, die heute die international erfolgreichste Band von den Färöern ist. Heri Joensen sagte in einem Interview:

„We just got together and played the music we like. The style came without further ado and it went without saying that we were going to play metal.“

„Wir kamen einfach zusammen und spielten die Musik, die wir mochten. Der Stil kam ohne weitere Umstände, und es ging, ohne sagen zu müssen, dass wir Metal spielen.“

Im Jahr 2003 beendete Heri Joensen sein Studium und kehrte auf die Färöer-Inseln zurück.
Heute lebt er mit seiner Freundin in Hamburg und gibt Gitarrenunterricht. Er ist Vater eines 2005 geborenen Sohnes. Neben Färöisch, Dänisch, Englisch und Isländisch spricht er auch etwas Deutsch. In seiner Freizeit beschäftigt er sich mit der Nordischen Mythologie, der Geschichte des Altertums und des Mittelalters und Etymologie.
Seine Vorbilder als Musiker sind Steve Vai, Joe Satriani, John Petrucci und Randy Rhoads. Als Lieblingsbands nennt er Dream Theater, Dio, Iron Maiden, Black Sabbath, Savatage, Pink Floyd, The Dubliners und Enekk.
Seine Vorbilder als Komponist sind Edvard Grieg, Antonio Vivaldi, Wolfgang Amadeus Mozart, Johann Sebastian Bach und Andrew Lloyd Webber. Inspirieren lässt er sich von nordischer, hauptsächlich färöischer, Volksmusik, Klassik, Progressive Metal und Jazz.

## Diskografie

### Heljareyga
- Heljareyga (2010)

### Surma
- The Light Within (2020)

### Gastauftritte
- Ensiferum – From Afar (2009) – Gastsänger bei "Vandraren (Nordman Cover)"
- Alestorm – Back Through Time (2011) – Gitarrensolo auf "Barrett’s Privateers (Stan Rogers Cover)"
- Wintersun – Time I (2012) – Refrain zu "Sons of Winter and Stars"
- Ensiferum – One Man Army (2015) – Gesprochenes Wort bei "Heathen Horde" und Gastgesang bei "Descendants, Defiance, Domination"
- Wintersun – The Forest Seasons (2017) – Refrain zu "The Forest That Weeps (Summer)"
- Barbarus – Into the Distant Light (2018) – Gastsänger
- Mistheria – Dreams (2020) – technischer Gesang bei "Alone"
- Varg – Ewige Wacht (CD2: Guests) (2023) – Gastgesang auf "Eisenseite" (Týr)